# Einonkari
Einonkari är öar i Finland. De ligger i Finska viken och i kommunen Fredrikshamn i landskapet Kymmenedalen, i den södra delen av landet. Öarna ligger omkring 11 kilometer öster om Kotka och omkring 120 kilometer öster om Helsingfors. Einonkari ligger 1 meter över havet. 
Arean för den av öarna koordinaterna pekar på är 1,1 hektar och dess största längd är 180 meter i nord-sydlig riktning.
Närmaste större samhälle är Kotka, 12,3 km nordväst om Einonkari.

## Klimat
Inlandsklimat råder i trakten. Årsmedeltemperaturen i trakten är 5 °C. Den varmaste månaden är augusti, då medeltemperaturen är 16 °C, och den kallaste är februari, med −4 °C.